# Emily Barclay
Emily Barclay (24 de octubre de 1984, Plymouth, Reino Unido) es una actriz británica ganadora del premio AFI por mejor actriz en el 2006.

## Biografía
Emily es vegetariana. 
Su tía es la presentadora de televisión Charlotte Dawson.

## Carrera
Barclay es representada actualmente por United Agents. Ha actuado en varios papeles en el cine y televisión. 
En el 2004 obtuvo su primer papel importante cuando se unió al elenco de la película In My Father's Den ("El Refugio de mi Padre") donde interpretó a Celia Steimer. Diana Rowan le ofreció a Emily el papel de Celia en la película. En el 2005 ganó el premio British Independent Film Awards por su actuación en la película
En el 2006 obtuvo el papel de Katrina Skinner en la aclamada comedia de humor negro Suburban Mayhem dirigida por Paul Goldman. En el 2010 apareció en el video musical "Big Jet Plane" de Angus & Julia Stone. En el 2015 se unirá al elenco de la serie Glitch.

## Derechos por los animales
Barclay ha tenido una participación activa en la protección de los derechos de los animales y ha participado con la organización "Save Animals From Exploitation" en campañas acerca de la lucha contra la crueldad..[cita requerida]

## Filmografía

### Películas
| Año  | Título                                        | Personaje        | Notas                                                                                          |
| ---- | --------------------------------------------- | ---------------- | ---------------------------------------------------------------------------------------------- |
| 2020 | Baby Done                                     | Molly            | junto a Rose Matafeo y Matthew Lewis                                                           |
| 2015 | La luz entre los océanos                      | Gwen Potts       | junto a Alicia Vikander, Michael Fassbender, Rachel Weisz, Anthony Hayes y Caren Pistorius     |
| 2011 | Weekender                                     | Claire           | junto a Lee Asquith-Coe, Jack O'Connell, Zawe Ashton, Sam Hazeldine y Henry Lloyd-Hughes       |
| 2011 | Love Birds                                    | Brenda           | junto a Rhys Darby, Sally Hawkins, Craig Hall y Bryan Brown                                    |
| 2010 | Legend of the Guardians: The Owls of Ga'Hoole | Gylfie           | junto a Helen Mirren, Sam Neill, Hugo Weaving, Joel Edgerton, Geoffrey Rush y Miriam Margolyes |
| 2010 | Lou                                           | Rhia             | junto a Damien Garvey, John Hurt, Charlie-Rose Maclennan, Eloise MacLennan y Jay Ryan          |
| 2010 | Zero                                          | Joven            | corto - junto a Hunter Macdonald y Erroll Shand                                                |
| 2009 | Piece of My Heart                             | Joven Flora      | junto a Rena Owen, John Bach y Keisha Castle-Hughes                                            |
| 2009 | Prime Mover                                   | Melissa          | junto a Michael Dorman, Ben Mendelsohn, Gyton Grantley, William McInnes y Anthony Hayes        |
| 2006 | Suburban Mayhem                               | Katrina Skinner  | junto a Brendan Cowell, Steve Bastoni, Michael Dorman, Anthony Hayes y Mia Wasikowska          |
| 2006 | The Silence                                   | Evelyn Hutchison | junto a Richard Roxburgh, Essie Davis, Damian de Montemas, Joel Tobeck y Firass Dirani         |
| 2005 | Cockle                                        | Jane             | corto - junto a Dwayne Cameron, Rachel Nash y Laura Wilson                                     |
| 2005 | Kidnapped                                     | Maddy            | junto a James Anthony Pearson, Tania Anderson, John Bach y Iain Glen                           |
| 2004 | In My Father's Den                            | Celia Steimer    | junto a Matthew Macfadyen, Miranda Otto y Colin Moy                                            |
| 2004 | Deceit                                        | Katie McCarthy   | junto a Marlo Thomas, Vondie Curtis-Hall, Tim Balme, Brett Cullen y William Devane             |
| 2003 | Terror Peak                                   | Melanie Fraser   | junto a Lynda Carter y Antony Starr                                                            |
| 2001 | No One Can Hear You                           | Amy Burchall     | junto a Kieren Hutchison, Barry Corbin, Daniel Gillies y Craig Parker                          |

### Series de televisión
|  | Año             | Serie               | Personaje      | Notas                         |
|  | --------------- | ------------------- | -------------- | ----------------------------- |
|  | 2015 - presente | Glitch              | Sarah Hayes    | 12 episodios                  |
|  | 2013 - 2016     | Please Like Me      | Ella           | 4 temporadas                  |
|  | 2010            | Lowdown             | Abi Hart       | episodio "Hart of Darkness"   |
|  | 2003            | Spin Doctors        | Tiffany        | episodio # 4.2                |
|  | 2001            | Mercy Peak          | Hayley Borden  | episodio "Her Secret Passion" |
|  | 1999            | A Twist in the Tale | Alison Bradley | 2 episodios                   |
|  | 1998            | Shortland Street    | Kelly McKinley | -                             |

### Teatro
| Año  | Obra                            | Personaje | Director (a)     | Teatro              | Notas                                                                       |
| ---- | ------------------------------- | --------- | ---------------- | ------------------- | --------------------------------------------------------------------------- |
| 2012 | Strange Interlude               | -         | Simon Stone      | Belvoir St. Theatre | junto a Akos Armont, Toby Schmitz, Eloise Mignon y Anthony Phelan           |
| 2011 | The Seagull                     | -         | Benedict Andrews | Belvoir Theatre     | junto a Judie Davis, Dylan Young, David Wenham, Maeve Dermody y Bille Brown |
| 2011 | The Importance of Being Earnest | -         | Simon Phillips   | Sumner Theatre      | junto a Patrick Brammall, Geoffrey Rush, Toby Schmitz y Christie Whelan     |
| 2010 | The Face                        | -         | Lee Lewis        | Belvoir Theatre     | junto a Susie Porter, Marcus Graham, Krew Boylan y Maeve Dermody            |
| 2009 | Gethsemane                      | -         | Neil Armfield    | Belvoir St. Theatre | junto a Paula Arundell, Dan Wyllie, Claire Jones y Rhys Muldoon             |

## Premios y nominaciones
| Año  | Categoría                                            | Premio                         | Películas          | Resultado |
| ---- | ---------------------------------------------------- | ------------------------------ | ------------------ | --------- |
| 2016 | Most Outstanding Supporting Actress                  | Logie Award                    | Glitch             | Nominada  |
| 2011 | Best Supporting Actor - Femal                        | FCCA Award                     | Lou                | Nominada  |
| 2009 | Best Performance by an Actress in General Television | General TV Award               | Piece of My Heart  | Ganó      |
| 2008 | Best Actress                                         | FCCA Award                     | Suburban Mayhem    | Nominada  |
| 2007 | Most Outstanding New Talent                          | Graham Kennedy Award           | The Silence        | Nominada  |
| 2006 | Best Lead Actress                                    | AFI Award                      | Suburban Mayhem    | Ganó      |
| 2006 | Best Actress                                         | IF Award                       | Suburban Mayhem    | Ganó      |
| 2006 | Best Guest or Supporting Actress in Television Drama | AFI Award                      | The Silence        | Nominada  |
| 2005 | Performance by an Actress in a Leading Role          | New Zealand Screen Award       | In My Father's Den | Ganó      |
| 2005 | Most Promising Newcomer                              | British Independent Film Award | In My Father's Den | Ganó      |